# Freddie Bartholomew
Freddie Bartholomew (Londres, 28 de marzo de 1924 - Sarasota, Florida - 23 de enero de 1992) fue un actor infantil británico que desarrolló su carrera artística principalmente en Estados Unidos.

## Biografía
Abandonado por sus padres cuando era un bebé, fue educado en su ciudad natal por una tía de la que tomó el apellido. En un viaje a Estados Unidos, el productor de cine David O. Selznick se fijó en él para protagonizar la película David Copperfield, adaptación del clásico de Charles Dickens. El filme resultó ser un éxito, lanzando al niño a la fama y permitiéndole rodar numerosos títulos prestigiosos junto a las estrellas cinematográficas más destacadas de Hollywood durante la década de 1930.  
Entre sus éxitos figuran Ana Karenina (1935), de Clarence Brown, con Greta Garbo y Fredric March, Professional Soldier (1935) con Gloria Stuart, El pequeño Lord (1936) con Dolores Costello, Lloyds of London (1936) con Madeleine Carroll y Tyrone Power, y Capitanes intrépidos (1937) con Spencer Tracy.
En esa época, el éxito arrollador del niño hizo que sus padres intentasen recuperar su custodia. La larga batalla legal que se inició hizo disminuir la fortuna que Freddie había conseguido. Continuó actuando en la década de 1940, aunque su popularidad como actor adolescente disminuyó abruptamente hasta que finalmente se retiró de la interpretación a principios de los 50.
Distanciado de Hollywood, se dedicó al mundo de la publicidad. Murió de un ataque al corazón a la edad de 67 años. 
Bartholomew tiene una estrella en el Paseo de la Fama de Hollywood.